# 理查德·M·诺伊斯
理查德·M·诺伊斯（1919年4月6日—1997年11月25日）是一位美国物理化学家，俄勒冈大学教授，研究方向为B-Z反应，1977年当选美国国家科学院院士。